# Kriegerdenkmal Meuchen
Das Kriegerdenkmal Meuchen ist ein denkmalgeschütztes Kriegerdenkmal in der Ortschaft Meuchen der Stadt Lützen in Sachsen-Anhalt. Im örtlichen Denkmalverzeichnis ist der Gedenkstein unter der Erfassungsnummer 094 09424 als Baudenkmal verzeichnet.
Bei dem Kriegerdenkmal in Meuchen handelt es sich um eine Gedenkstätte für die Gefallenen des Ersten Weltkriegs. Die Gedenkstätte ist eine Stele aus Kunststein, die von einem steinernen Stahlhelm gekrönt wird. Unter dem Stahlhelm befindet sich die Umschrift UNSEREN GEFALLENEN HELDEN 1914 1918. Ein Eisernes Kreuz im Halbrelief befindet sich an drei von vier Seiten der Stele. Ursprünglich war die Stele umfriedet und von Bäumen eingefasst. Nach 1993 wurden die Bäume gefällt und die Umfriedung abgerissen. Auf der Stele waren einmal die Namen der Gefallenen zu lesen gewesen, diese sind aber heute durch die Verwitterung nicht mehr erkennbar. 
Das Kriegerdenkmal steht in der Nähe der Kreuzung Clara-Zetkin-Straße – An der Wehrkirche.

## Quelle
- Kriegerdenkmal Meuchen, abgerufen am 12. September 2017.